# Fantasy! 拾壱
『Fantasy! 拾壱』（ファンタジー じゅういち）は、2010年12月1日にアップフロントワークス（zetimaレーベル）から発売されたモーニング娘。の11枚目のオリジナルアルバムである。

## 概要
- 初回生産限定盤と通常盤の2形態で発売。初回生産限定盤はCD+DVD、通常盤はCDのみ。通常盤の初回仕様にはフォトカードが封入されている。
- 亀井絵里・ジュンジュン・リンリン参加ラストアルバム。アルバムのコンセプトは「現実と幻想の世界のミクスチャー」[2]。
- CDジャケットでメンバーが着ているドレスは、「女と男のララバイゲーム」のミュージック・ビデオでも着用された。

## 収録曲

### CD
- 全作詞・作曲：つんく / プロデュース：つんく♂

1. 女と男のララバイゲーム (AL Ver.) [5:13]
  - 編曲：平田祥一郎・湯浅公一

44thシングルのアルバムバージョン。シングルバージョンから更にイントロが追加された他、一部のブレイク（全パート休止）の長さが変わり、2番後の間奏にギターが追加された。
2. ブラボー! [4:29]
  - 編曲：鈴木俊介
3. Fantasyが始まる [3:44]
  - 編曲：大久保薫

道重さゆみメイン曲[2]。
4. 女心となんとやら [4:48]
  - 編曲：板垣祐介

新垣里沙メイン曲[2]。
5. 愛の炎 / 田中れいな [4:01]
  - 編曲：田中直
6. I'm Lucky girl [4:20]
  - 編曲：板垣祐介
7. すんごいマイバースディ [4:08]
  - 編曲：高橋諭一

8期メンバー（光井愛佳・ジュンジュン・リンリン）メイン曲[2]。
8. 1から10まで愛してほしい [4:37]
  - 編曲：鈴木俊介
9. 愛しく苦しいこの夜に [4:54]
  - 編曲：湯浅公一

亀井絵里メイン曲[2]。
10. 電話でね / 高橋愛 [4:23]
  - 編曲：AKIRA
11. 青春コレクション [4:40]
  - 編曲：大久保薫

43rdシングル。

### 初回生産限定盤付属DVD
1. 女と男のララバイゲーム（高橋愛 Solo Album Ver.）
2. 女と男のララバイゲーム（新垣里沙 Solo Album Ver.）
3. 女と男のララバイゲーム（亀井絵里 Solo Album Ver.）
4. 女と男のララバイゲーム（道重さゆみ Solo Album Ver.）
5. 女と男のララバイゲーム（田中れいな Solo Album Ver.）
6. 女と男のララバイゲーム（光井愛佳 Solo Album Ver.）
7. 女と男のララバイゲーム（ジュンジュン Solo Album Ver.）
8. 女と男のララバイゲーム（リンリン Solo Album Ver.）

特典映像
1. Hello! Project 2010 SUMMER 〜ファンコラ!〜 亀井絵里、ジュンジュン、リンリン卒業発表MC
2. アルバムジャケット撮影メイキング

## 参加メンバー
- 5期：高橋愛・新垣里沙
- 6期：亀井絵里・道重さゆみ・田中れいな
- 8期：光井愛佳・ジュンジュン・リンリン

## 参加ミュージシャン
- モーニング娘。：Chorus (#7)
  - 高橋愛：Chorus (#1 - #4, #6, #8, #10, #11)
  - 新垣里沙：Chorus (#3, #4)
  - 亀井絵里：Chorus (#1 - #4, #6, #8, #9, #11)
  - ジュンジュン：Chorus (#6)
  - リンリン：Chorus (#6)
- つんく♂：Chorus (#2)
- 平田祥一郎：Programming (#1)
- 湯浅公一：Programming (#1, #9)
- 鎌田こーじ：Guitar (#4, #6, #11), E. Guitar (#1, #9), A. Guitar (#9)
- 鈴木俊介：Programming (#2, #8), Guitar (#2, #8)
- 大久保薫：Programming (#3, #11), Keyboard (#3, #11)
- 板垣祐介：Programming (#4, #6), Guitar (#4, #6)
- 田中直：Programming (#5)
- CHINO：Chorus (#5)
- 高橋諭一：Programming (#7), Guitar (#7)
- AKIRA：Programming (#10)
- 小池弘之ストリングス：Strings (#11)